# Elwood (Indiana)
Elwood is een plaats (city) in de Amerikaanse staat Indiana, en valt bestuurlijk gezien onder Madison County en Tipton County.

## Demografie
Bij de volkstelling in 2000 werd het aantal inwoners vastgesteld op 9737.
In 2006 is het aantal inwoners door het United States Census Bureau geschat op 9096, een daling van 641 (-6,6%).

## Geografie
Volgens het United States Census Bureau beslaat de plaats een oppervlakte van
9,2 km², geheel bestaande uit land. Elwood ligt op ongeveer 80 m boven zeeniveau.

## Plaatsen in de nabije omgeving
De onderstaande figuur toont nabijgelegen plaatsen in een straal van 20 km rond Elwood.

## Geboren
- David Canary (25 augustus 1938), acteur